# Marinella (Castelvetrano)
Marinella, nota anche come Marinella di Selinunte, è una frazione di 1 018 abitanti di Castelvetrano, comune italiano del libero consorzio comunale di Trapani in Sicilia.

## Geografia fisica

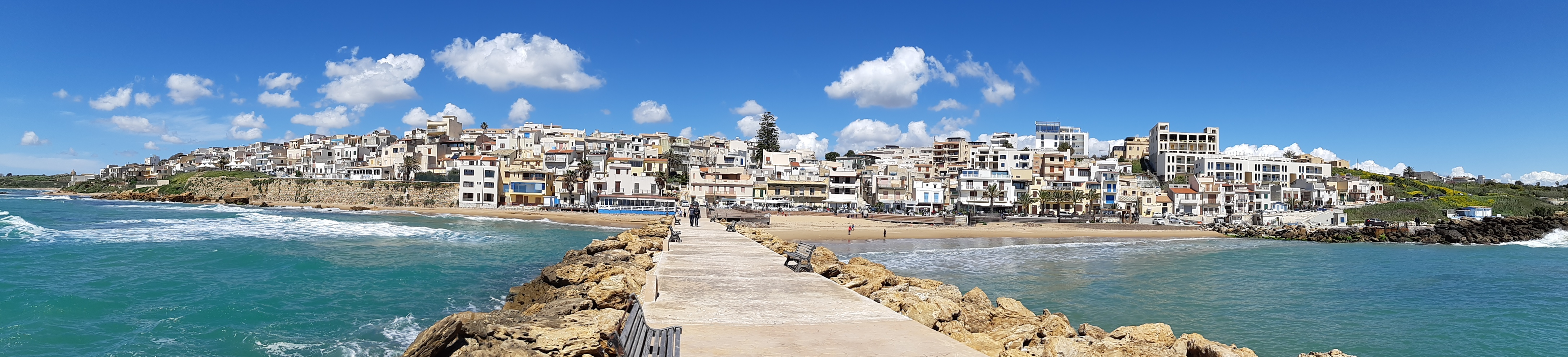
Panoramica

### Territorio
Marinella assieme a Triscina è una delle due frazioni litoranee del comune di Castelvetrano, dal cui centro dista circa 13 chilometri.

### Idrografia
Nelle spiagge di Marinella sfociano il fiume Modione, e il fiume Belice.

## Storia
L'abitato, sorto alla fine dell'Ottocento come porto di pescatori, si estende su un lungo litorale sabbioso. Oggi è un centro turistico-balneare. La pesca vi è ancora praticata con piccoli pescherecci a servizio delle attività turistiche. Tutti i giorni, intorno alle ore 8 nella Piazza Empedocle, si svolge il locale mercato del pesce.
Marinella, così come in misura maggiore Triscina, viene spesso citata come esempio di abusivismo edilizio di massa.
Nell'ultimo decennio il fenomeno è stato bloccato e dal 2018 attraverso le demolizioni, di decine di abitazioni, si è avviato un processo di ripristino del litorale.

## Monumenti e luoghi d'interesse

### Siti archeologici
Marinella si trova in prossimità dell'area archeologica di Selinunte antica città greca fondata, nel 650 a.C., da coloni megaresi.

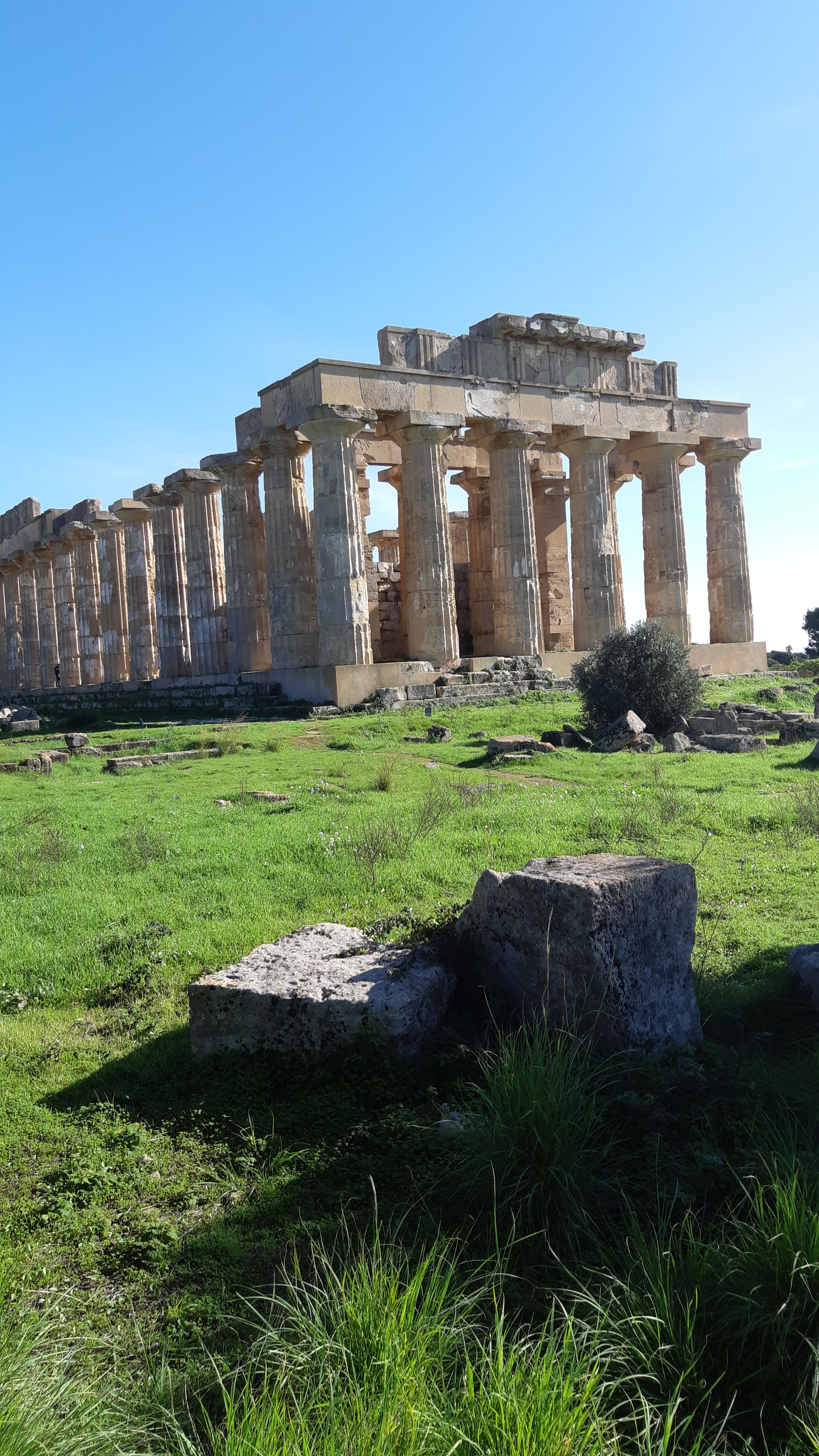
Tempio di Era Selinunte

### Architetture Religiose
- Chiesa del Sacro Cuore di Maria.

### Aree naturali
- Riserva naturale Foce del Fiume Belice e dune limitrofe, istituita nel 1984, per favorire la conservazione e la ricostituzione delle formazioni dunali, della flora e della fauna tipiche.

## Società

### Tradizioni e Folclore

#### Tradizioni religiose
Festa del Sacro Cuore di Maria, si svolge la penultima domenica di agosto, con processione sul mare.

#### Festival delle arti piriche
Si svolge nelle domeniche di agosto e consistente in una gara/esibizione tra produttori di fuochi d'artificio.

## Galleria d'immagini

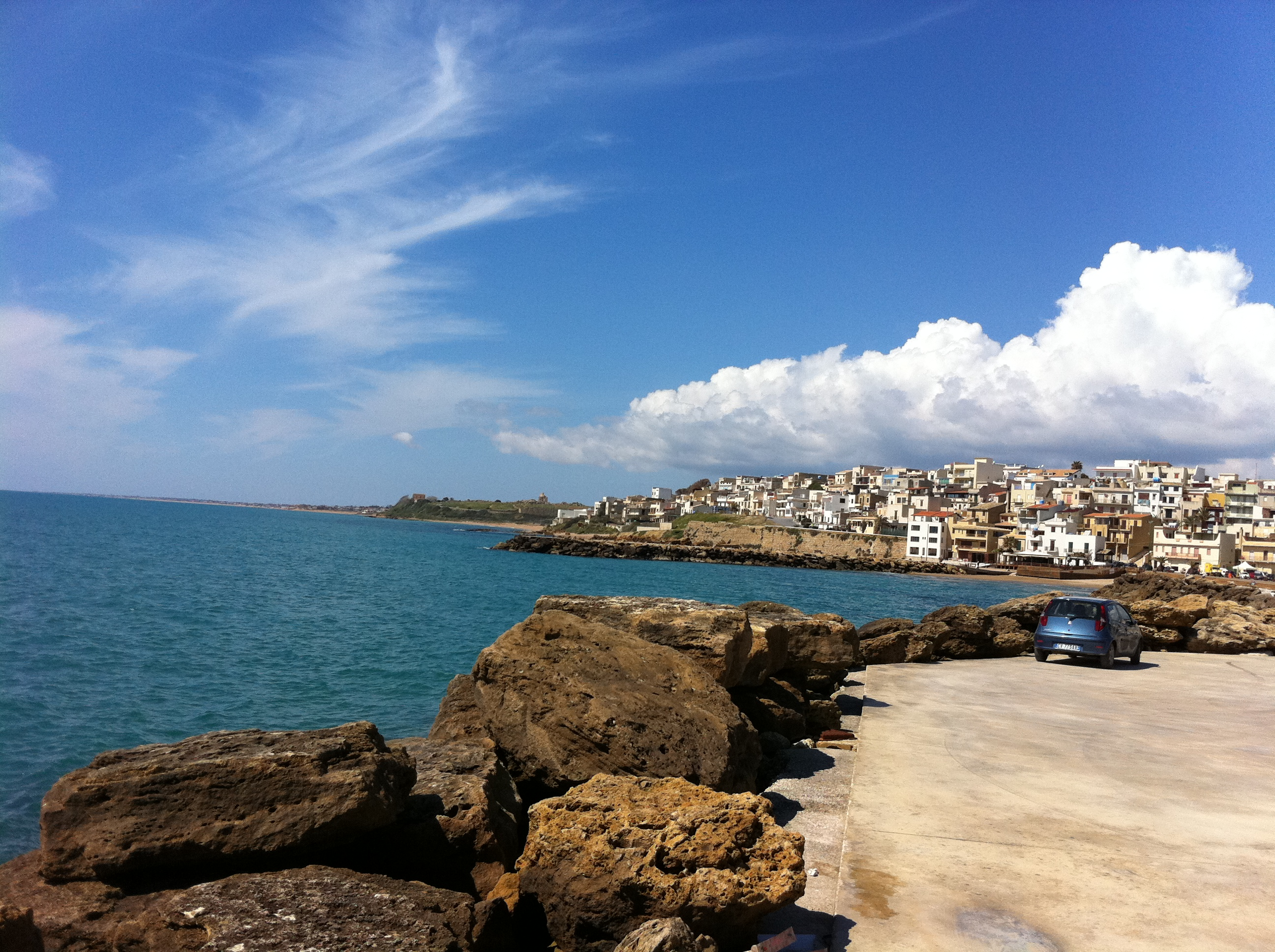
Vista di Marinella
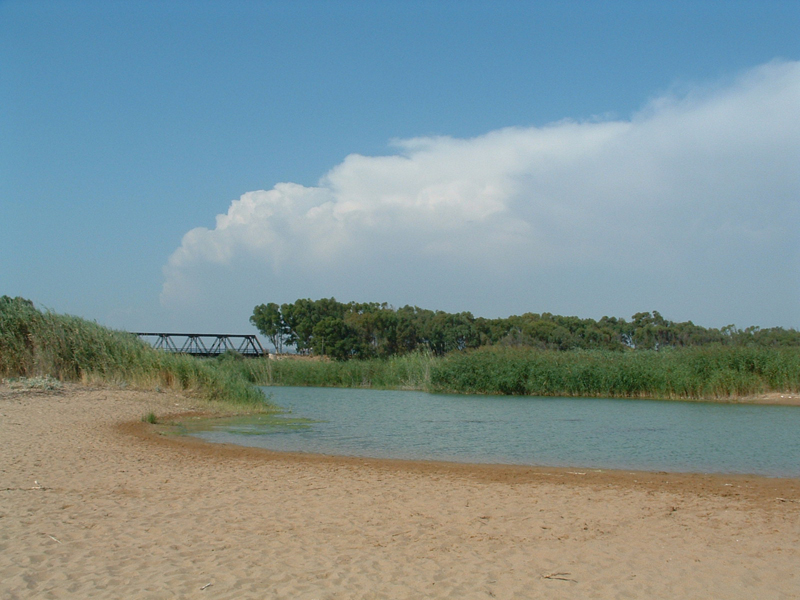
Fiume Belice